# Херепеја (Хунедоара)
Херепеја (рум. Herepeia) насеље је у Румунији у округу Хунедоара у општини Вецел. Oпштина се налази на надморској висини од 234 m.

## Историја
По државном попису православног клира Угарске 1846. године у месту "Херепе" живи 105 породица. Месни парох је поп Василије Костиновић.

## Становништво
Према подацима из 2002. године у насељу је живело 109 становника, од којих су сви румунске националности.